# Acido adrenico
L' acido adrenico è un acido grasso polinsaturo a catena lineare con ventidue atomi di carbonio e 4 doppi legami cis. È considerato un acido grasso ω-6, poiché ha un doppio legame distante 6 atomi di carbonio dal carbonio (ω) del terminale metilico della molecola. Viene spesso chiamato in letteratura "acido docosatetraenoico" col rischio di confonderlo con altri acidi grassi con lo stesso numero di carboni e doppi legami.
Fu scoperto nel 1963 dai ricercatori di TC Lo Chang e CC Sweeley nelle ghiandole surrenali dei cani. Le ghiandole surrenali secernono l'ormone adrenalina, da cui viene il nome comune dell'acido. 
È praticamente insolubile in acqua e un composto debolmente acido. Può essere trovato nel sangue e nei tessuti della mielina umana. All'interno della cellula si trova principalmente nel citoplasma, sulla membrana e sul perossisoma. Può anche essere trovato nello spazio extracellulare.

## Biosintesi
Nell'uomo, viene metabolizzato dall'acido linoleico, un acido grasso essenziale che i mammiferi non possono biosintetizzare e devono assumere con il cibo. Il primo passo viene eseguito dall'enzima ∆6-desaturasi, che rimuove due atomi di idrogeno dell'acido linoleico (18:2Δ9c,12c) e forma un terzo doppio legame tra i carboni 6 e 7, trasformandolo in acido γ-linolenico 18:3Δ6c,9c,12c. Successivamente viene allungato grazie all'enzima elongasi con altri due atomi di carbonio per dare l'acido diomo-γ-linolenico (20:3Δ8c,11c,14c); che viene quindi desaturato dall'enzima Δ5-desaturasi, aumentando i doppi legami coniugati da tre a quattro all'acido arachidonico.(20:4Δ5c,8c,11c,14c); che viene poi allungato con altri due carboni per essere trasformato in acido adrenico (22:4Δ7c,10c,13c,16c).
È uno degli acidi grassi più abbondanti nel primo cervello umano. Questo acido grasso insaturo viene anche metabolizzato dalle cellule di prodotti biologicamente attivi, come le diomoprostaglandine e gli acidi diomo-epossi-eicosatrienoici (dihomo-EET).L'acido adrenico, che è un inibitore della prostaciclina, sembra essere un potenziale agente protrombotico.